# 匹茲堡企鵝
匹茲堡企鵝隊（英語：Pittsburgh Penguins）是位於美國匹茲堡的國家冰球聯盟隊伍，隸屬於東部联盟大都会分区。
匹茲堡企鵝隊成立於球队成立于1967年，是当时NHL联赛的球队从原来的六至十二扩张首次扩大的球队之一。全国冰球联赛东部联盟（NHL）的大西洋赛区的成员，和费城飞人队同属一个赛区。在马里奥·勒米厄的帶領下於1990-1991賽季和1991-1992賽季曾連續2次贏得史丹尼杯。馬里奧·拉繆為國家冰球聯盟史上得分第2高的球員；在2004年退休後轉為球隊擁有人。
企鹅在他们的第一个赛季以城市体育场为主场，然后在NHL的2010-2011赛季，移到了他们的新球场-康寿能源中心。
2015-2016赛季，企鹅队以4:2击败圣荷西鲨鱼，第四次获得斯坦利杯。2016-2017赛季，企鹅队以4：2击败纳什维尔掠夺者成功卫冕斯坦利杯，这也是企鹅队史上第五次夺得斯坦利杯。
在美国后来扩张的队伍中只有纽约长岛拥有更多的斯坦利杯。此外，他们还获得了一次总统杯，5次联盟杯，8次分区赛冠军。